# 赤根智子
赤根智子（日语：／ Akane Tomoko，1956年6月28日—），是一位日本法學家，現任國際刑事法院（ICC）院長（第6任）。也是首位日本籍院長。

## 職業生涯
赤根於1982年畢業後成為檢察官。在她的職業生涯中，她擔任過不同級別的司法系統職務。她之所以選擇成為檢察官，是因為私營部門對女性提供的機會不足，而且她想成為受害者和罪犯服務的司法工作者。赤根於2010年至2012年間擔任北海道函館地區的首席檢察官，並於2012年當選日本最高裁判所的檢察官。赤根還曾於2005年到2009年期間在中京大學法學院和名古屋大學法學院擔任刑事司法實踐教授。在名古屋大學，她還在2005年至2006年期間從事刑事司法改革領域的研究。她於2009年至2010年間擔任日本法務省國際合作部（ICD）負責人。她亦曾參與聯合國亞洲和遠東防治罪行和對待罪犯研究所（UNAFEI）的活動七年，並於2013年7月至2014年10月期間擔任UNAFEI主任。

### 涉及領域
在她的職業生涯中，她了解到不僅要懲罰罪犯，而且要鼓勵他們不再參與犯罪活動。在UNAFEI工作期間，她兩次被派往肯雅，參與緩刑官員的培訓。

## 國際刑事法院法官
赤根智子於2016年4月被日本政府提名為國際刑事法官候選人 ，並於2017年12月4日被紐約締約國大會選出及任命。她於2018年3月正式上任，任期九年，主要負責預審II。
2023年3月20日，俄羅斯啟動對赤根智子、羅薩里奧·薩爾瓦托雷·艾塔拉和塞爾希奧·赫拉爾多·烏加爾德·戈迪內斯等數名國際刑事法院法官的刑事調查。一般相信調查為對該等法官三天前因綁架烏克蘭兒童而通緝俄羅斯總統弗拉基米爾·普京的報復。2023年7月，俄羅斯內務部正式通緝赤根智子。
她接受日本電視台的訪談中說道：「即便是法官中有人去世，也有眾多人選可以取而代之，追究他們並不值得。我這麼認為。」
2024年3月，她在國際刑事法院法官的選舉中當選成為院長，任期2024至2027年。
在她當選後不久，赤根接受共同社專訪時談及她在內的法官所簽發對普京逮捕令。她引用中國古諺語稱：「天網恢恢，疏而不漏。」稱會繼續追究普京的刑事責任。
6月，赤根在慶應大學及日本記者俱樂部中均表示，關於俄羅斯以通緝赤根等方式反制ICC對總統普京發出逮捕令，她表示“不會屈服於政治壓力”，強調維護司法獨立的立場。
2025年2月7日，赤根批評美國總統特朗普因對以色列發出通緝令的制裁，谴责此举“损害法院独立性和公正性，剥夺无辜受害者的正义和希望”。呼吁所有国家团结拥护ICC。法国、德国和英国等约80个国家2月7日发表联合声明，谴责美国的制裁“是威胁国际法治之举”。联合国秘书长副发言人法尔汉·哈克也抗议称，对于国际社会而言，“ICC是不可缺的要素，其独立性必须得到承认”。